# María Candelaria
María Candelaria (Xochimilco) is een Mexicaanse dramafilm uit 1944 onder regie van Emilio Fernández. Hij won met deze film in 1946 de Gouden Palm op het Filmfestival van Cannes.

## Verhaal
De arme Lorenzo Rafael zal spoedig trouwen met zijn verloofde María Candelaria. María wordt echter zwaar ziek en Lorenzo moet medicijnen voor haar uit een winkel stelen. Winkeleigenaar Don Damián laat Lorenzo oppakken, en wel omdat hij eigenlijk zelf een oogje heeft op María. María doet alles wat nodig is om haar geliefde vrij te krijgen.

## Rolverdeling
| Acteur           | Personage        |
| ---------------- | ---------------- |
| Dolores del Río  | María Candelaria |
| Pedro Armendáriz | Lorenzo Rafael   |
| Alberto Galán    | Schilder         |
| Margarita Cortés | Lupe             |
| Miguel Inclán    | Don Damián       |